# Kościół św. Rocha w Proszowie
Kościół pw. św. Rocha w Proszowie – kościół rzymskokatolicki, znajdujący się w znajdujący się w wiosce Proszów.

## Historia i architektura
Kościół powstał w 1251 r. Obecny zbudowany został w 1711 r., a odnowiony w 1920 i 1981 r.
Jest zbudowany w stylu orientalnym, drewniany, konstrukcji zrębowej z przedsionkiem i wieżą konstrukcji słupowej od zachodu. Prezbiterium ma zamknięte, wieloboczne, przy nim od północy znajduje się zakrystia z lożą kolatorską na piętrze (obecnie nie używana). Szersza nawa zbliżona jest do kwadratu, z kruchtą od południa (nie używana) i przedsionkiem od zachodu równym szerokości nawy (obecnie podzielonym na trzy części). W prezbiterium znajduje się pozorne sklepienie kolebkowe z zaskrzyniami. Na sklepieniu oraz na ścianach zachowała się częściowo polichromia o motywach cęgowych z przedstawieniami aniołów w okrągłych medalionach, być może z XVIII wieku. W nawie i pozostałych lokalnościach znajdują się natomiast stropy. Otwór tęczowy jest profilowany. Drewniany chór muzyczny wsparty jest na dwóch stopkach.
Od północy usytuowane są schody i ganek z okapem, wsparty na słupie, stanowiącym dojście do loży kolatorskiej. Dachy są gontowe z okapem. Nad prezbiterium dach jest dwuspadowy, przechodzący przez lożę i zakrystię, a nad nawą i przedsionkiem wspólny trójspadowy. Więźba dachowa jest częściowo stara. Nad kruchtą południowy dach jest dwuspadowy. Ponad przedsionkiem wieża nakryta jest ośmiobocznym baniastym hełmem gontowym z latarnią. Do kościoła prowadzi troje drzwi klepkowych ze starymi okuciami i zamkami z XVIII wieku.

## Wyposażenie
Ołtarz główny jest barokowy, z XVIII wieku. Dwa ołtarze boczne:
- wczesnobarokowy, fundowany przez dziedziców z Sadogóry (1665), erygowany (1698) z obrazem Matki Boskiej (1665) „Stella Maris” i fundatorami.
- barokowy (1776) fundacji Joachima Chocimierskiego z Roszkowa, kanonika opolskiego i proboszcza w Krzyżownicach i Michalicach, z barokowymi obrazami św. Rodziny i św. Barbary.

Ambona barokowa z XVIII wieku, z malowanymi postaciami w korpusie. Konfesjonał z XVIII w. Ława kolatorska z obrazami św. w zapleckach: Joachima, Zygmunta, Jana Chrzciciela i Bernarda w. XVIII. Rzeźby:
- św. Barbary
- św. Wolfganga – późnogotyckie (posiadały datę 1514)
- Chrystusa Zmartwychwstałego – późnogotycka, pocz. XVI w.

Cztery krucyfiksy – barokowe XVIII w. Lichtarz na paschał z ornamentami w stylu regencji, druga ćwierć w. XVIII. Dwa lichtarze cynowe w. XVIII. Dzwon odlano w 1532 r.
W ogrodzeniu kościoła znajduje się murowana kaplica przydrożna, klasyczna, z rzeźbą drewnianą barokowo-ludową św. Jana Nepomucena.

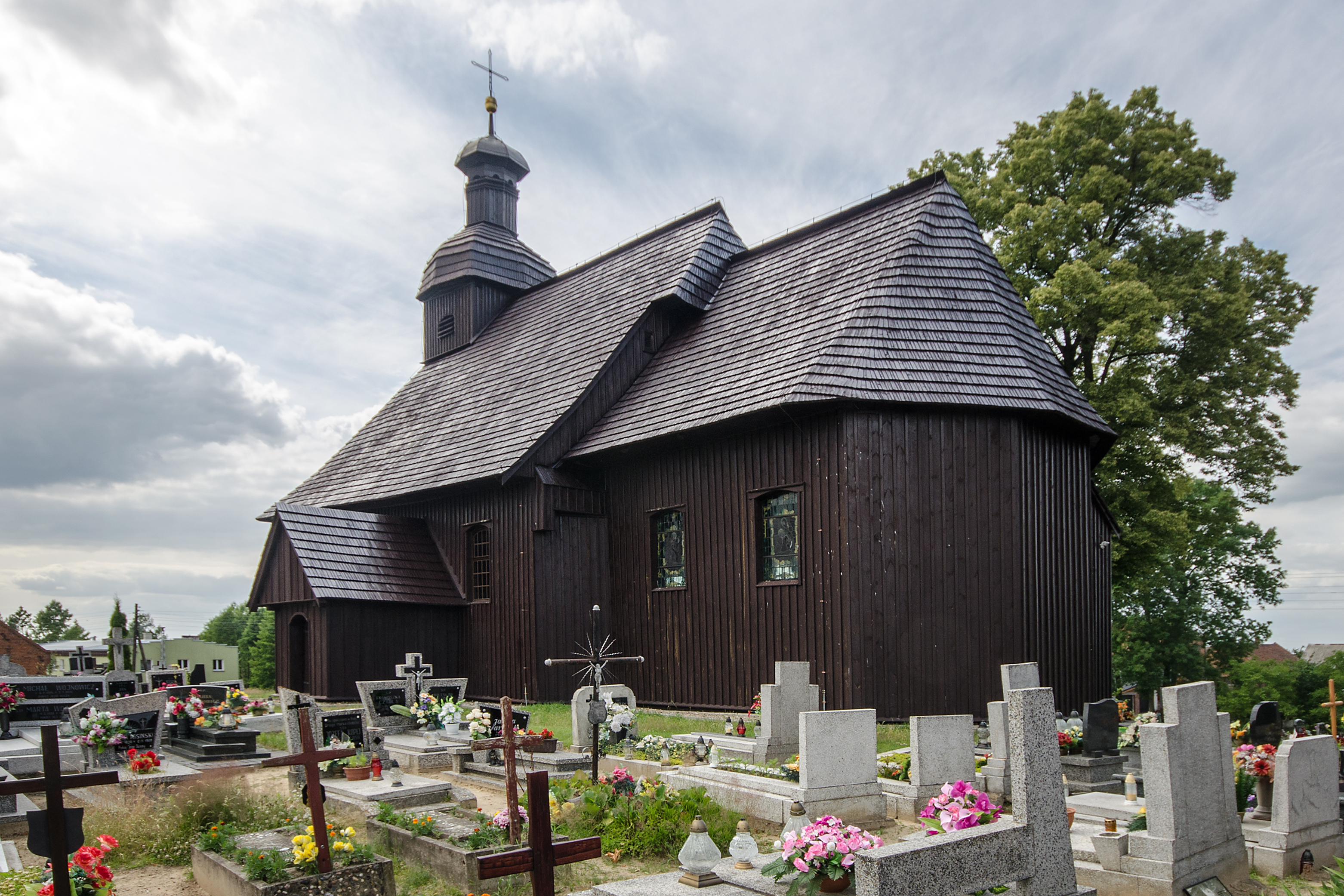
Kościół Św. Rocha w Proszowie
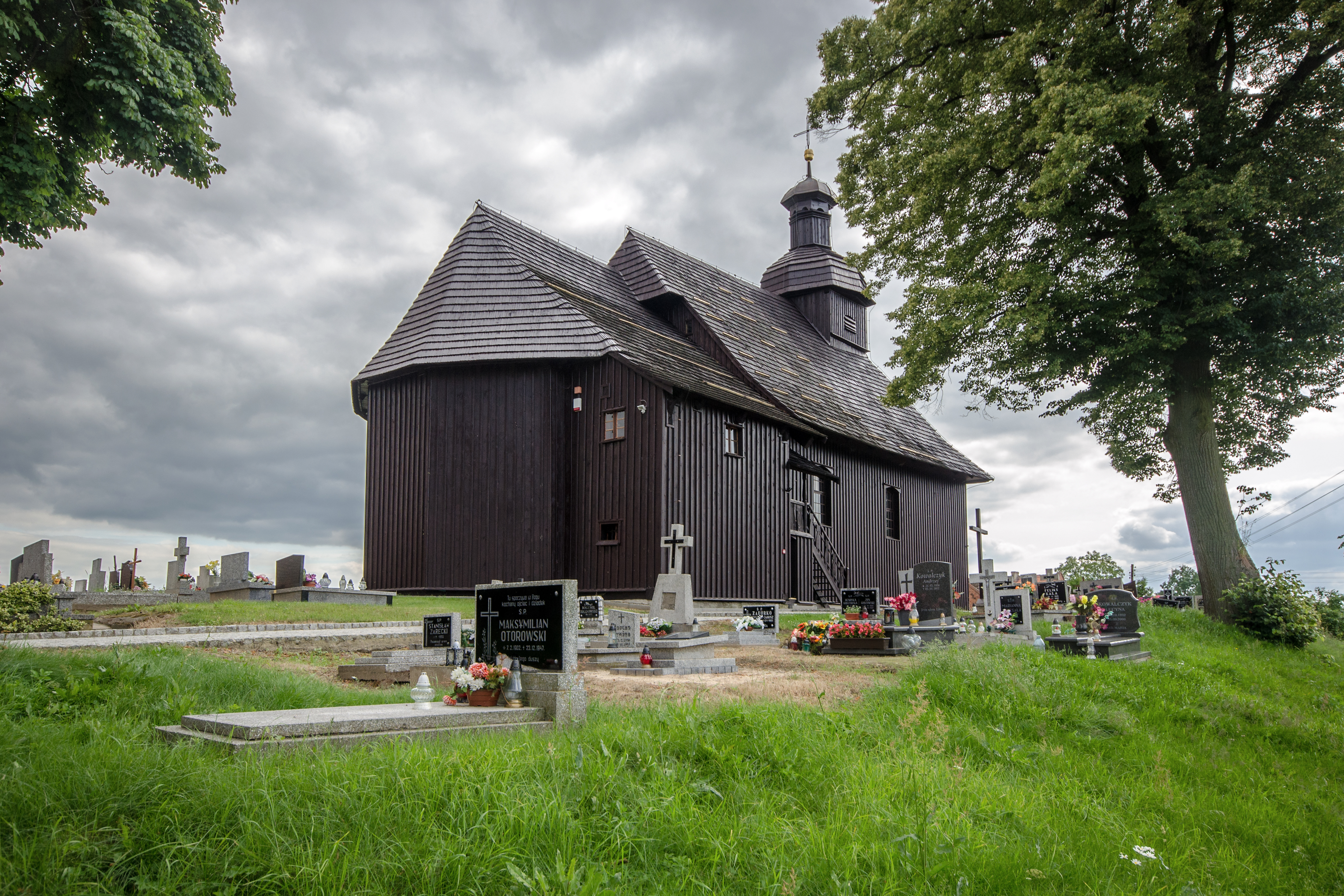
Kościół Św. Rocha w Proszowie

## Organy
Prospekt organowy powstał w 1715 roku. Budowniczym instrumentu był wrocławski organmistrz, Andreas Krzuntke. Pierwotnie był to 5 głosowy pozytyw z krótką oktawą. Organy dwukrotnie naprawiał Franciszek Majewski z Rychtala: 30 listopada 1787 r. i drugi raz w 1813 roku. Klawiaturę pedałową dobudował Jakub Spiegel w 1850 roku. On też, wykonując kolejny remont w 1857 roku, spisał historię instrumentu na 3 wklejkach w wiatrownicy manuału. Zachował się rachunek wystawiony w dniu 8 października 1912 r. przez Józefa Bacha za wykonanie nowego miecha w drewnianej obudowie umieszczonej za szafą organową. Dmuchawę elektryczną zamontował we wrześniu 1998 roku Andreas Stolz. Około 2005 roku Andrzej Fiołka z Kępna rozpoczął gruntowną renowację organów, której nie ukończył ze względu na swój zły stan zdrowia.
Dyspozycja instrumentu:
| Manuał             | Pedał          |
| ------------------ | -------------- |
| 1. Pryncypał 4'    | 1. Subbass 16' |
| 2. Flet kryty 8'   | 2. Fletbas 8'  |
| 3. Flet otwarty 4' | 3. Fletbas 4'  |
| 4. Oktawa 2'       |                |
| 5. Kwinta 1 1/3'   |                |
| 6. Gemshorn 8' *   |                |
| 7. Salicet 8' *    |                |